# Deadpool 2.
A Deadpool 2. 2018-ban megjelent amerikai képregényfilm, amely a Marvel Comics kiadó azonos nevű szereplőjén alapul. Ez a tizenegyedik része az X-Men filmsorozatnak, valamint a folytatása a 2016-ban bemutatott Deadpool című filmnek. A filmet David Leitch rendezte, a forgatókönyvért az első részt jegyző Rhett Reese és Paul Wernick, valamint Ryan Reynolds felelt, utóbbi ismét a főszereplő bőrébe bújt. Reynolds mellett a filmben szerepel többek közt Josh Brolin, Morena Baccarin, Julian Dennison, Zazie Beetz, T. J. Miller, Brianna Hildebrand, Jack Kesy és Stefan Kapičić.
Az Amerikai Egyesült Államokban 2018. május 18-án mutatták be a 20th Century Fox által, míg Magyarországon egy nappal hamarabb szinkronizálva, május 17-én a Fórum Hungary forgalmazásában.
A történetben Deadpool az időutazó mutáns Kábellel kerül összetűzésbe, aki elől egy mutáns gyereket kell megmentenie. A dolog működése érdekében egy új alakulatot hoz létre, akik az X-Force nevet viselik.

## Cselekmény
Miután Deadpool (Wade Wilson) két évet sikeresen lehúzott zsoldosként, Wade néhány célpontot életben hagyott a Vanessa nevű barátnője évfordulóján. Még azon az éjszakán, miután a fiatal pár elhatározza, hogy családot alapít együtt, az életben maradt férfiak megjelennek a házuknál, és az egyikőjük megöli Vanessát. A feldühödött Wilson bosszúból végez mindegyikkel. Magát hibáztatja a halála miatt, ezért hat héttel később öngyilkosságot követ el azzal, hogy felrobbantja magát. Wade látja Vanessát a túlvilágon, de Wade teste darabjai még mindig elevenek, melyet Kolosszus összeilleszt. Wade-nek egyedül csak egy Skee-Ball érme marad, amelyet Vanessának ajándékozott, és most rá emlékezteti.
Az X-kastélyban való regenerálódása után Wade beleegyezik abba, hogy csatlakozzon az X-menhez a gyógyulása egyik formájaként. Ő, Kolosszus és Negaszónikus Tini Torpedó reagálnak egy folyamatban lévő helyzetre, a hatóságok és egy instabil fiatal mutáns, Russell Collins / Tűzököl között, aki a "Mutánsok Nevelőintézete" címet viselő árvaházból szökött meg. Wilson rájön, hogy Collins-t kihasználja az árvaház személyzete, ezért megöli az egyik munkatársat. Kolosszus megakadályozza, hogy bárki mást eltegyen láb alól, ám a tettek miatt mind Collinst, mind Wade-et letartóztatják. A duóra biztonsági nyakörvet csatoltnak, amely meggátolja a speciális képesség használatát, majd a rákban szenvedő Wade kezdi rosszabbul érezni magát a "bűnöző mutánsok" elszigetelt börtönében, a Jégkockában.
Egy jövőből érkező kibernetikus katona, Kábel, akinek a családját egy idősebb Collins meggyilkolta, visszautazott hogy megölje a fiút, mielőtt ő felégetné a feleségét és a lányát. Kábel betör a börtönbe és megtámadja Collinst. Wade, akinek a nyakörve a közelharcban eltört, próbálja megvédeni a fiút. Hamarosan Kábel elveszi Wade-től a Vanessától kapott érmét, majd a két fél között harc alakul ki. Közben Collins meghallja, hogy Wade rosszakat mond rá, azaz hogy nem törődik a fiatal mutánssal. Wade egy újabb vízióban jelenik meg Vanessával, melyben a nő meggyőzi, hogy segítenie kell a bajbajutott fiún. Wade megszervezi az X-Force nevű csapatot, hogy együttes erővel kiszabadítsák Collinst a börtönszállító konvojból, és megvédjék Kábeltől. A csapat helikopteres ejtőernyőzéssel támadja meg a konvojt, csakhogy a csapattagok, Wade és a Mázli becenevű Domino kivételével, furcsa balesetben meghal a landolásuk során. Míg a duó Kábel ellen felveszi a harcot, Collins kiszabadítja a fogva tartott Buldózert, aki viszonzásképp csatlakozik hozzá, hogy megöljék az árvaház igazgatóját.
Kábel felkínálja a segítségét Wade számára, hogy megakadályozzák Collins első gyilkosságát. Elfogadják, esélyt adva Wade-nek arra, hogy szót váltson a fiúval, mielőtt Kábel megpróbálná megölni. Megérkezve az árvaházhoz Buldózer túlerejének fölényében részesülnek, míg Collins folyamatosan támadja az igazgatót, ezzel felgyújtja az épületet.
Megérkezik Kolosszus, aki először megtagadta Wade-től a segítségét. Közelharcba kerül Buldózerrel, majd Wade és Kábel szembeszáll Collinssal. Negaszonikus Tini Torpedó és Yukio segítségével, Kolosszus kiüti Buldózert. Domino bevallja, hogy korábban ugyanebben az árvaházban élt, és a személyzet őt is bántalmazta. Megöli a személyzetet és kiszabadítja a gyerekeket. Wade próbál beszélni a fiúval, de amikor úgy tűnik, hogy sikertelen minden, Kábel lelövi a fiatal mutánst. Ám az egyenruhát viselő Wilson a golyó elé veti magát és meghal, majd újból találkozik Vanessával a túlvilágon. Látva ezt az áldozatot, Collins nem öli meg az igazgatót. Ez megváltoztatja a jövőt, amelyben Kábel családja tovább él (ez az általa cipelt játékmackón látszik). Kábel az utolsó időutazó eszköz felhasználását arra használja fel, hogy az érmét Wade szívéhez teszi. Ismét lezajlanak az események, de ezúttal az önfeláldozó Deadpool halálát okozó golyó megáll az oda helyezett érmén, így életben marad. Collins nem öli meg az igazgatót, de közben Wade taxisofőr barátja, Dopinder halálra gázolja az igazgatót. Kábel kijelenti, hogy a jelenben marad a jobb jövő megteremtése érdekében.
A stáblista leforgása közben Negaszonikus Tini Torpedó és a barátnője, Yukio láthatóak, akik megjavítják Kábel időutazó eszközét Wade számára. Ő kihasználja az alkalmat, hogy megmentse Vanessa és a képességek nélküli X-Force tag, Peter életét; megöli az X-Men kezdetek: Farkas Deadpooljának változatát, valamint a színészét, Ryan Reynolds-ot, miközben az aláír a Zöld Lámpás című filmre.

## Szereplők
| Szerep                                         | Színész                  | Magyar hang                                                | Leírás |
| ---------------------------------------------- | ------------------------ | ---------------------------------------------------------- | --- |
| Wade Wilson / Deadpool                         | Ryan Reynolds            | Nagy Ervin                                                 | Okoskodó zsoldos, aki gyorsan gyógyul, de súlyos hegekkel rendelkezik, miután egy kísérleti regenerációs mutáción esett át. Megalakítja az X-Force-t, egy mutánsokból álló csapatot.                                    |
| Alternatív Ryan Reynolds                       | Ryan Reynolds            | Nagy Ervin                                                 | Ryan Reynolds alternatív változata, aki mielőtt aláírt volna a Zöld Lámpás filmhez, Deadpool fejbelövi. |
| Alternatív Wade Wilson / XI Fegyver / Deadpool | Ryan Reynolds            | nem szólal meg                                             | Wade Wilson alternatív változata, aki mielőtt Farkassal harcolt volna, Deadpool fejbelövi. |
| Nathan Summers / Kábel                         | Josh Brolin              | Kőszegi Ákos                                               | Időutazó kibernetikus katona, "sok szempontból Deadpool ellentéte". |
| Vanessa Carlysle                               | Morena Baccarin          | Ónodi Eszter                                               | Wilson menyasszonya. |
| Russell Collins / Tűzököl                      | Julian Dennison          | Tóth Márk                                                  | Fiatal mutáns pirokinetikus képességekkel, akire Kábel vadászik. |
| Russell Collins / Tűzököl                      | Sala Baker (felnőttként) | Horváth-Töreki Gergely                                     | Fiatal mutáns pirokinetikus képességekkel, akire Kábel vadászik. |
| Neena Thurman / Dominó                         | Zazie Beetz              | Pálmai Anna                                                | A szerencse manipulálásának mutáns képességével rendelkező zsoldos, aki csatlakozik Deadpool X-Force csapatához. |
| Cserkész                                       | T. J. Miller             | Mészáros Máté                                              | Wilson legjobb barátja és egy zsoldosok által látogatott bár tulajdonosa. |
| Negaszonikus Tini Torpedó                      | Brianna Hildebrand       | Törőcsik Franciska                                         | Tinédzser X-Men, akinek a mutáns ereje, hogy atomrobbanásokat robbant ki a testéből. |
| Fekete Tom Cassidy                             | Jack Kesy                | Dolmány Attila                                             | Mutáns rab abban a létesítményben, ahol Deadpool és Tűzököl van bebörtönözve. |
| Vak Al                                         | Leslie Uggams            | Tóth Judit                                                 | Deadpool vak idős szobatársa. |
| Dopinder                                       | Karan Soni               | Joó Gábor                                                  | Deadpool rajongója és taxisofőrje. |
| Kolosszus                                      | Stefan Kapičić           | Törköly Levente                                            | Az X-Men tagja, aki a mutáns képességgel rendelkezik, hogy egész testét szerves acéllá alakítsa át. |
| Igazgató                                       | Eddie Marsan             | Tarján Péter                                               | Az Essex-i Mutáns Rehabilitációs Otthon, egy árvaház brutális igazgatója. |
| Noriko Ashida / Yukio                          | Shioli Kutsuna           | Hermann Lilla                                              | Negaszonikus Tini Torpedó barátnője és X-Men. |
| Buldózer                                       | Ryan Reynolds (hang)     | Schneider Zoltán                                           | Börtön elkülönítőjében tartózkodó, nagy erejű mutáns-óriás, az X-Meneket vezető Charles Xavier mostohatestvére. |
| Alysa Summers                                  | Hayley Sales             | Nem szólal meg                                             | Kábel felesége. |
| Hope Summers                                   | Islie Hirvonen           | Nem szólal meg                                             | Kábel gyereke. |
| Jesse Aaronson / Bedlam                        | Terry Crews              | Kálid Artúr                                                | Deadpool által létrehozott X-Force csapat egyik tagja, aki az elektromosságot tudja befolyásolni. |
| Ross / Csillagtörő                             | Lewis Tan                | Hajdu Tibor                                                | Deadpool X-Force csapatának tagja, egy földönkívüli harcos. |
| Axel Cluney / Zeitgeist                        | Bill Skarsgård           | Szatory Dávid                                              | Az X-Force csapat egyik tagja, aki savat tud köpni. |
| Peter                                          | Rob Delaney              | Elek Ferenc                                                | Az X-Force csapat egyik tagja, hétköznapi ember, aki álláshirdetésen jelentkezett. |
| Telford Porter / Láthatatlan                   | Brad Pitt (cameoszerep)  | Nem szólal meg                                             | Az X-Force csapat egyik tagja. |
| Charles Xavier / X Professzor                  | James McAvoy             | Nem szólal meg                                             | Pacifista mutáns és a világ legerősebb telepatája, aki a Xavier iskolája alapítója és az X-Men néven ismert mutánsok csapatát vezeti, hogy megvédje az emberiséget és harcoljon a bennük rejlő halálos ellenség ellen.  |
| Hank McCoy / Bestia                            | Nicholas Hoult           | Nem szólal meg                                             | Mutáns leonszerű tulajdonságokkal, nyúlékony lábakkal és emberfeletti fizikai képességekkel. Hank tanárként tevékenykedik Xavier iskolájában, és találmányokat épít a bajba jutott diákoknak. Ő építette az X-Jetet is. |
| Peter Maximoff / Higanyszál                    | Evan Peters              | Nem szólal meg                                             | Mutáns, aki hiperszonikus sebességgel képes mozogni, gondolkodni és érzékelni, és Magneto fia. |
| Scott Summers / Küklopsz                       | Tye Sheridan             | Nem szólal meg                                             | Mutáns, aki pusztító optikai sugarakat lő ki, és egy rubinvíztükröt vagy napszemüveget visel, hogy stabilizálja és megfékezze azokat, és Plazma öccse.                                                                  |
| Ororo Munroe / Ciklon                          | Alexandra Shipp          | Nem szólal meg                                             | Fiatal mutáns árva, aki képes irányítani az időjárást. |
| Kurt Wagner / Árnyék                           | Kodi Smit-McPhee         | Nem szólal meg                                             | Német teleportáló mutáns és Charles Xavier egyik új tanítványa. |
| James Logan / Farkas                           | Hugh Jackman             | Sinkovits-Vitay András                                     | Mutáns, aki gyorsított gyógyulással, fokozott, állatszerű érzékekkel rendelkezik. |
| Luke, suttyó                                   | Alan Tudyk               | Hannus Zoltán                                              | Két "suttyó", akik egy vécépapír kiáltványról beszélgetnek. |
| Suttyó                                         | Matt Damon               | Dézsy Szabó Gábor (1. szinkron) Stohl András (2. szinkron) | Két "suttyó", akik egy vécépapír kiáltványról beszélgetnek. |

## Produkció és értékelés
A Deadpool 2. részét a Londonban lévő Leicester Square bemutatta 2018. május 10-én. Az Amerikai Egyesült Államokban eredetileg június 1-én tervezték a bemutatást, de végül előrébb csúsztatták két héttel, azaz május 18-ra. Az első filmet rendező Tim Miller távozását hallva a zeneszerzői posztot addig betöltő Junkie XL is otthagyta a munkálatokat. A forgatását 2017. június 17-én kezdték meg a kanadai Hatley-kastélynál, ami az X-Men filmekben az X-birtok szerepét tölti be.
A film vegyes kritikákat kapott az értékelőktől, melynek eredményeképpen az átlag pontszáma 7,1 / 10 lett. A Metacritic oldalán a film értékelése 66% a 100-ból, ami 51 véleményen alapul. A Rotten Tomatoeson a Deadpool 2. 83%-os minősítést kapott, 302 értékelés alapján.

### Bevétel
2018. május 20-án a Deadpool 2. 125 millió dollárt gyűjtött össze az Amerikai Egyesült Államokban és Kanadában, és 176,3 millió dollárt más területeken, így 301 millió dollárnál tart, ami 110 millió dolláros termelési költségvetéssel szemben jó eredmény. A Deadpool 2. 2018. márciusi kezdeti bevételére várhatóan 100 millió dollárt tippeltek az Egyesült Államokban és Kanadában a nyitóhétvégéig, míg a végső belföldi teljes összeg várhatóan alacsonyabb lett, mint az első film (363 millió dollár), körülbelül 242 millió dollárral. 2018. április 20-án mind a Fandango, mind a Regal Cinemas bejelentette, hogy Deadpool 2. lett a legjobb előszerző R-minősítésű film a saját történelmükben. Április 26-ig a nyári iparági előrejelzések megnyitása elérte a 150 millió dollárt. A film 4 332 színházban mutatkozott be. A film 125 millió dollárral debütált, az R-besorolású film második legjobb megnyitója lett az első, azaz a Bosszúállók: Végtelen háború mögött.

## Folytatás
2016. novemberéig, a Deadpool 2-ben zajló fejlesztések mellett, a Fox is tervezte a Deadpool 3-at, amelyben a tervek szerint az X-Force csapata is szerepelne. Annak megerősítésével, hogy Leitch a Deadpool 2-t irányította, kiderült, hogy Fox egy külön rendezőt keres a Deadpool 3. elkészítésére. 2017 márciusában Reese tisztázta, hogy bár a Deadpool 2-ben megalkotott X-Force csapat, a jövőre összpontosító film külön lesz a csapat az érkező Deadpool 3.-tól: "Úgy gondolom, hogy két utat tudunk magunkkal vinni, az X-forceban valami nagyobbat fogunk mutatni, de a Deadpool 3-ban maradunk a megszokott humor és akció keretein belül." 2017 decemberében bejelentették, hogy a Disney vezérigazgatója, Bob Iger elmondása szerint, a Deadpool a Disney forgalmazása alatt lesz, azaz a Marvel Cinematic Universe-ben, és a vállalat hajlandó lenne a jövőbeli R-minősítésű Deadpool filmek készítésére, "mindaddig, amíg a közönségünk tudja, mi fog történni". 2018 májusában Reynolds kijelentette, hogy egy harmadik Deadpool-filmet nem jó ötlet elkészíteni, mivel a franchise fokozatát az X-Force film hozhatja meg, bár Reese és Wernick úgy érezte, hogy egy harmadik film elkészítése "abszolút" meghozná a sikert, miután Reynolds felhagyott a karakterrel; véleménye szerint az "X-force"-t a Vasember 3.-mal, illetve a Vasember filmszériájával hasonlítaná össze, a Bosszúállók elterjedésével együtt.

## Érdekességek
A Fox hivatalosan 2018 novemberben jelentette be az Once Upon a Deadpool című PG-13 besorolású kiadást. A stúdió a megjelenést "karácsonyi bónusz"-nak gondolta, és ezzel igyekezett esélyt teremteni arra, hogy Kínában is megjelenhessen a film, ellentétben az R besorolású verzióval. Miután a Fox-nál ragaszkodtak hozzá, hogy a Deadpool és a Deadpool 2. filmeknek "R" besorolást kell kapniuk. Reynolds csak akkor vállalta, hogy támogatja a film PG-13 változatát, ha a kiadás profitjának egy részét jótékonysági célokra fordítják. A Fox végül beleegyezett abba, hogy minden eladott jegy után 1 dollárt adományoznak a "Fuck Cancer" jótékonysági kampányra, amelyet átmenetileg "Fudge Cancer" -nek neveztek át az adománygyűjtés kapcsán.